# Neorileya cyanea
Neorileya cyanea är en stekelart som beskrevs av Carlos Schrottky 1913. Neorileya cyanea ingår i släktet Neorileya och familjen kragglanssteklar.
Artens utbredningsområde är Paraguay. Inga underarter finns listade i Catalogue of Life.